# Renzo De Vecchi
Renzo De Vecchi (3. únor 1894, Milán, Italské království – 14. květen 1967, Milán, Itálie) byl italský fotbalový obránce a později i trenér.
Začátek kariéry odehrál v Miláně. První utkání odehrál 14. listopadu 1909. Podařilo se mu dosáhnout 2. místa v lize ve dvou sezonách. V 19 letech v roce 1913 se rozhodl přestoupit do Janova za 24 000 lir. Za klub Rossoblu 14 sezon a získal tři tituly (1914/15, 1922/23 a 1923/24).
Za reprezentaci odehrál 43 utkání a na mnoha utkání měl kapitánskou pásku. První utkání bylo 26. května 1910 proti Maďarsku. V tomto utkání mu bylo 16 let, 3 měsíce a 23 dní, což dosud je rekord jako nejmladší reprezentant. Byl na třech OH. Prezentoval svou zemi na OH (1912, 1920 a 1924).
Jako trenér začal trénovat v Janově a získal 2. místo v lize v sezoně 1927/28 a také 1929/30. V roce 1930 se stal trenérem třetiligového klubu Rapallo. V roce 1934 se vrátil na jednu sezonu do Janova.

## Hráčská statistika
| Sezóna  | Klub    | Liga         | Liga   | Liga | Ligové poháry | Ligové poháry | Ligové poháry | Kontinentální poháry | Kontinentální poháry | Kontinentální poháry | Celkem | Celkem |
| Sezóna  | Klub    | Soutěž       | Zápasy | Góly | Soutěž        | Zápasy        | Góly          | Soutěž               | Zápasy               | Góly                 | Zápasy | Góly   |
| ------- | ------- | ------------ | ------ | ---- | ------------- | ------------- | ------------- | -------------------- | -------------------- | -------------------- | ------ | ------ |
| 1909/10 | Milán   | 1. Kategorie | 15     | 2    | -             | 0             | 0             | -                    | 0                    | 0                    | 15     | 2      |
| 1910/11 | Milán   | 1. Kategorie | 16     | 0    | -             | 0             | 0             | -                    | 0                    | 0                    | 16     | 0      |
| 1911/12 | Milán   | 1. Kategorie | 18     | 4    | -             | 0             | 0             | -                    | 0                    | 0                    | 18     | 4      |
| 1912/13 | Milán   | 1. Kategorie | 15     | 1    | -             | 0             | 0             | -                    | 0                    | 0                    | 15     | 1      |
| 1913/14 | Janov   | 1. Kategorie | 29     | 1    | -             | 0             | 0             | -                    | 0                    | 0                    | 29     | 1      |
| 1914/15 | Janov   | 1. Kategorie | 20     | 4    | -             | 0             | 0             | -                    | 0                    | 0                    | 20     | 4      |
| 1919/20 | Janov   | 1. Kategorie | 22     | 1    | -             | 0             | 0             | -                    | 0                    | 0                    | 22     | 1      |
| 1920/21 | Janov   | 1. Kategorie | 26     | 6    | -             | 0             | 0             | -                    | 0                    | 0                    | 26     | 6      |
| 1921/22 | Janov   | 1. Kategorie | 26     | 4    | -             | 0             | 0             | -                    | 0                    | 0                    | 26     | 4      |
| 1922/23 | Janov   | 1. Divize    | 19     | 4    | -             | 0             | 0             | -                    | 0                    | 0                    | 19     | 4      |
| 1923/24 | Janov   | 1. Divize    | 27     | 7    | -             | 0             | 0             | -                    | 0                    | 0                    | 27     | 7      |
| 1924/25 | Janov   | 1. Divize    | 24     | 7    | -             | 0             | 0             | -                    | 0                    | 0                    | 24     | 7      |
| 1925/26 | Janov   | 1. Divize    | 22     | 1    | -             | 0             | 0             | -                    | 0                    | 0                    | 22     | 1      |
| 1926/27 | Janov   | 1. Divize    | 24     | 0    | -             | 0             | 0             | -                    | 0                    | 0                    | 24     | 0      |
| 1927/28 | Janov   | 1. Divize    | 25     | 2    | -             | 0             | 0             | -                    | 0                    | 0                    | 25     | 2      |
| 1928/29 | Janov   | 1. Divize    | 5      | 0    | -             | 0             | 0             | -                    | 0                    | 0                    | 5      | 0      |
| Celkově | Celkově | Celkově      | 350    | 47   | -             | 0             | 0             | -                    | 0                    | 0                    | 350    | 47     |

## Hráčské úspěchy

### Klubové
- 3× vítěz italské ligy (1914/15, 1922/23, 1923/24)

### Reprezentační
- 3x na OH (1912, 1920, 1924)